# Backdoor.Win32.Sinowal
Backdoor.Win32.Sinowal — буткит, похищающий конфиденциальную информацию пользователя. Является приложением Windows (PE-EXE файл). Является загрузочным вирусом. Был обнаружен в конце марта 2009 года. Размер инсталлятора может варьироваться в пределах от 300 до 460 Кб.

## Инсталляция
При запуске инсталлятор записывает зашифрованное тело буткита в последние сектора жесткого диска, находящиеся за пределами используемого операционной системой дискового пространства. Для обеспечения автозагрузки буткит заражает MBR компьютера, записывая в него свой начальный загрузчик, который до старта операционной системы считывает с диска и разворачивает в памяти основное тело руткита, после чего отдает управление ОС и контролирует процесс её загрузки.

## Маскировка в системе
Для скрытия своего присутствия в системе и предотвращения обнаружения антивирусными программами данный бэкдор перехватывает доступ к диску на уровне секторов. Для этого вредоносная программа подменяет обработчик запроса ввода-вывода IRP_MJ_INTERNAL_DEVICE_CONTROL в последнем драйвере стека загрузочного диска.
Поскольку злоумышленники никогда ранее не обращались к таким технологиям, то ни один из существовавших антивирусных продуктов на момент появления Sinowal не был в состоянии не только вылечить пораженные Backdoor.Win32.Sinowal компьютеры, но и даже обнаружить проблему. После проникновения в систему буткит обеспечивает скрытое функционирование главного модуля, ориентированного на кражу персональных данных пользователей и их различных аккаунтов.

## Деструктивная активность
Бэкдор скачивает с сайтов злоумышленника модуль-дополнение, содержащий шпионский функционал, и внедряет его в запущенные в системе процессы пользователя. Шпионский модуль перехватывает следующие системные функции поддержки шифрования:
- CryptDestroytKey
- CryptEncrypt
- CryptDecrypt

и похищает все используемые в системе ключи шифрования, а также шифруемые и дешифруемые данные. Собранную информацию руткит отправляет на сайт злоумышленника. Бэкдор использует технологию постоянной миграции серверов злоумышленника, для чего используется специальный алгоритм генерации доменного имени в зависимости от текущей даты.

## Метод распространения
На настоящий момент в основном распространение ведется через три типа ресурсов:
1. взломанные сайты;
2. порно-ресурсы;
3. ресурсы, которые распространяют вредоносное ПО;

При этом на ресурсах используется скрипт, который начинает первый этап инфицирования жертвы. Переадресация производится на IP, который отныне — домен, на который переадресовывается жертва, генерируется скриптом. Генерация происходит на основе даты, которая установлена на компьютере-жертве.
Ещё одной технологией, относящейся к распространению, можно назвать cookies, которые вирус оставляет на жертве. Длительность жизни этих cookies составляет 7 дней. Делается это для того, чтобы идентифицировать жертву при повторном запуска скрипта. Cookies проверяются, и если скрипт выявляет, что компьютер уже был под действием бэкдора, то переадресация не происходит.

## Обнаружение и лечение
Обнаружение и лечение данного руткита, который до сих пор распространяется в Интернете, является наиболее сложной задачей из всех, с которыми приходилось сталкиваться специалистам антивирусной индустрии на протяжении нескольких лет. Но на сегодняшний день данный вирус лечится почти всеми ведущими антивирусными программами.